# ラッテン番号

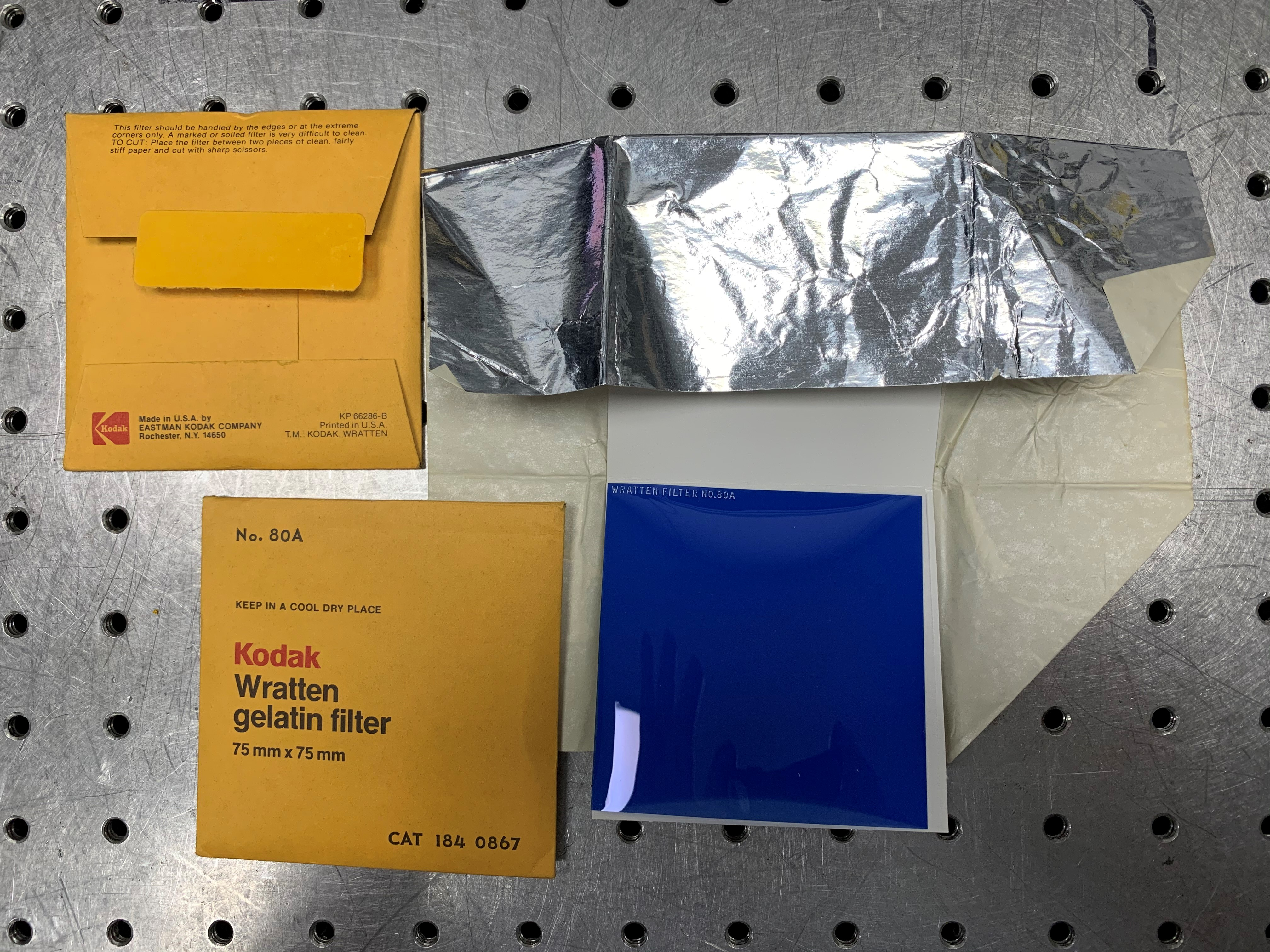
コダック・ラッテンフィルター80Aのオリジナル・パッケージ

ラッテン番号（ラッテンばんごう、英語: Wratten numbers）とは、光学フィルターを識別するための体系であり、通常は写真撮影用のフィルターに用いられる。
「ラッテン」の名称は、もともとの会社を設立したイギリス人発明家のフレデリック・ラッテンに由来する。ラッテンと共同経営者のミーズは、1912年に会社をイーストマン・コダック社に売却し、コダックはその後数十年に渡ってラッテンフィルターを製造し続けている。2006年現在でも、ラッテンフィルターはコダックによって製造されており、ティフェン社のライセンスの下で販売されている。 
様々なメーカーが製造しているフィルターのなかには、ラッテン番号が付けられているにもかかわらず、その番号のスペクトル定義には正確には一致していないものがある。この傾向は、（技術的理由とは逆の）審美的な理由で用いられる場合には、特に顕著である。例えば、81B ウォームフィルターは、カラー写真の色調をわずかに「温かくする」（warm）ために用いられ、ほんの少しだけ青を抑えて赤を強める。しかし、多くのメーカーが 81B と銘打っているフィルターでは、光のフィルタリングは似てはいるものの、完全に同じではなく、 各メーカーが温かみを出すのに最適だと考えるやり方に従っており、また、製造技術にも依存している。このような混乱を避けるため、独自の番号を用いるメーカーもある。例えば Singh-Ray 社がウォームフィルターに付けている A-13 という番号は、ラッテン番号ではない。プリント処理の色分離や科学研究用写真に用いられるフィルターでは、メーカ間の差はより小さい。

## 一覧表
一般に入手可能な番号および使用目的の一部を挙げる。
| 番号 | 色               | フィルタ係数 | 露出補正 | 使用目的と特徴 |
| ---- | ---------------- | ------------ | -------- | --- |
| 1A   |                  |              |          | スカイライトフィルターと呼ばれる。紫外線を吸収するため、屋外での風景写真が霞むのを抑えることができる。 |
| 2A   | 淡い黄           |              |          | 紫外線を吸収する。 |
| 2B   | 淡い黄           |              |          | #2A よりわずかに弱く紫外線を吸収する。 |
| 2C   |                  |              |          | 紫外線を吸収する。 |
| 2E   | 淡い黄           |              |          | #2A よりわずかに強く紫外線を吸収する。 |
| 3    | 明るい黄         |              |          | 過剰な空の青を吸収し、空をわずかに暗くする。白黒写真用。 |
| 4    | 黄               |              |          | |
| 6    | 明るい黄         |              |          | |
| 8    | 黄               | 2            |          | #3 より強く青を吸収する。 |
| 9    | 深い黄           |              |          | #8 より強く青を吸収する。 |
| 11   | 黄色がかった緑   |              |          | 色補正。 |
| 12   | 深い黄           |              |          | 青を弱める。緑を弱める #32 や赤を弱める #44A と相補的なフィルターである。エクタクロームやエアロクローム赤外フィルムとともに偽色効果を得るために用いられる。眼科学や検眼学では、角膜やコンタクトレンズのフィットの状態を確認する際にコントラストを高める目的で細隙灯およびコバルトブルーの光源とともに用いられる。 |
| 15   | 深い黄           |              |          | 白黒風景写真で空を暗くする。 |
| 16   | 黄橙             |              |          | #15 と同様でより効果が強い。 |
| 18A  | 可視では不透光   |              |          | ウッドのガラスが元になっており、狭い波長帯の紫外線と赤外線だけを通す。 |
| 18B  | 非常に深い紫     |              |          | 18A と同様で、より広い波長帯の紫外線と赤外線を通す、比較的「純粋」でないフィルター。 |
| 21   | 橙               |              |          | 青と青緑を吸収するためのコントラストフィルター。 |
| 22   | 深い橙           |              |          | #21 より効果の強いコントラストフィルター。 |
| 23   | 明るい赤         |              |          | |
| 24   | 赤               |              |          | コダクロームスライドフィルムの色彩分離に用いられる、#47B や #61 と相補的なフィルター。 |
| 25   | 赤（三原色）     |              |          | 色彩分離および赤外線写真用。 |
| 25A  | 赤               | 8            | 3        | コントラスト強調用の赤フィルターであり、白黒フィルムを用いた色彩分離と赤外線写真に用いられる。 |
| 26   | 赤               |              |          | |
| 29   | 深い赤           |              |          | 色彩分離に用いられる、#47 や #61 と相補的なフィルター。白黒の屋外写真では青空を非常に暗くし、ほぼ黒にする。赤外線写真では、可視光をより通りにくくし、赤外写真の効果を強める。 |
| 32   | マゼンタ         |              |          | 緑を弱める。青を弱める #12 や赤を弱める #44A と相補的。 |
| 34A  | 菫               |              |          | 緑を弱め青を強めて分離を良くするために用いられる。 |
| 38A  | 青               |              |          | 赤と紫外線および緑の一部を吸収する。 |
| 44   | 明るい青緑       |              |          | 赤を弱めるフィルターであり、紫外線をよりよく吸収する。 |
| 44A  | 明るい青緑       |              |          | 赤を弱める。青を弱める #12 や緑を弱める #32 と相補的。 |
| 47   | 青（三原色）     |              |          | 色彩分離用。#29 や #61 と相補的。 |
| 47A  | 明るい青         |              |          | 青以外の光を強く吸収することで、青や紫の被写体の色調を広くできる。蛍光染色を使った医学用途で用いられる。 |
| 47B  | 深い青（三原色） |              |          | 色彩分離用。ビデオモニタをSMPTEカラーバーを使って校正するためにも広く用いられる。 |
| 50   | 深い青           |              |          | |
| 56   | 明るい緑         |              |          | |
| 58   | 緑（三原色）     |              |          | 色彩分離用。 |
| 61   | 深い緑（三原色） |              |          | 色彩分離用。#29 や #47 と相補的。 |
| 70   | 赤               |              |          | 色彩分離および赤外線写真用。 |
| 80A  | 青               | 4            | 2        | 色変換。色温度を上げ、3200 K のタングステン電球による照明を約 5500 K の昼光相当に変換する。これにより昼光下用フィルム（daylight balanced film）をタングステン照明下で使うことができる。 |
| 80B  | 青               | 3            | 1+2/3    | 80A と同様。3400 K を 5500 K に変換する。 |
| 80C  | 青               | 2            | 1        | 80A と同様。3800 K を 5500 K に変換する。特に、旧式のフラッシュバルブを使った撮影を昼光下用フィルムで行うために用いられる。 |
| 80D  | 青               | 1.5          | 1/3      | 80A と同様。4200 K を 5500 K に変換する。 |
| 81A  | 淡い橙           | 1.4          | 1/3      | 色温度をわずかに下げるウォームフィルター。82A とは逆に、タングステン・タイプ B フィルム（3200 K）を写真用照明（3400 K）下で使うためにも用いられる。 |
| 81B  | 淡い橙           | 1.4          | 1/3      | ウォームフィルター。わずかに 81A より効果が強い。82B の逆。 |
| 81C  | 淡い橙           | 1.5          | 1/3      | ウォームフィルター。わずかに 81B より効果が強い。82C の逆。 |
| 81D  | 淡い橙           |              |          | ウォームフィルター。わずかに 81C より効果が強い。 |
| 81EF | 淡い橙           |              | 1/3      | ウォームフィルター。81D より効果が強い。 |
| 82A  | 淡い青           | 1.3          | 1/3      | 色温度をわずかに上げるクールフィルター。81A の逆。 |
| 82B  | 淡い青           | 1.4          | 2/3      | クールフィルター。, わずかに 82A より効果が強い。81B の逆。タングステン・タイプ B フィルム（3200 K）を家庭用 100 W 電球（2900 K）下で使うためにも用いられる。 |
| 82C  | 淡い青           | 1.5          | 2/3      | クールフィルター。, わずかに 82B より効果が強い。81C の逆。 |
| 85   | 琥珀色           | 1.5          | 2/3      | 色変換。80A の逆。 |
| 85B  | 琥珀色           | 1.5          | 2/3      | 85 と同様。5500 K を 3200 K に変換する。 |
| 85C  | 琥珀色           | 1.5          |          | 85 と同様。5500 K を 3800 K に変換する。 |
| 85N3 | 琥珀色           |              |          | 1段分のNDフィルターに色変換を加えたもの。80A の逆。 |
| 85N6 | 琥珀色           |              |          | 2段分のNDフィルターに色変換を加えたもの。80A の逆。 |
| 85N9 | 琥珀色           |              |          | 3段分のNDフィルターに色変換を加えたもの。80A の逆。 |
| 87   | 不透光           |              |          | 赤外線を通し可視光を通さない。 |
| 87C  | 不透光           |              |          | 赤外線を通し可視光を通さない。 |
| 89B  | ほぼ不透光       |              |          | 赤外線を通し、可視光のうち 720 nm（非常に暗い赤）より短い波長域は通さない。航空写真などに用いられる。 |
| 90   | 暗い灰琥珀色     |              |          | 撮影前に場面から色を除いて見て、輝度バリューを評価するために用いられる。実際の写真撮影には用いられない。 |
| 92   | 赤               |              |          | 色彩測光用。 |
| 93   | 緑               |              |          | 色彩測光用。 |
| 94   | 青               |              |          | 色彩測光用。 |
| 96   | 灰               | 多種         |          | NDフィルター。全ての波長の光を均一に減光し、画面を全体的に暗くする。光学密度またはフィルタ係数で分類されたさまざまな濃さのものが入手できる。 |
| 98   | 青               |              |          | #47B と #2B を合わせたような効果。 |
| 99   | 緑               |              |          | #61 と #16 を合わせたような効果。 |
| 102  | 黄緑             |              |          | 色変換用。Barrier-level タイプのフォトセルの波長特性を肉眼と同等にする。 |
| 106  | 琥珀色           |              |          | 色変換用。S-4 タイプのフォトセルの波長特性を肉眼と同等にする。 |